# 齐莫内
齐莫内（義大利語：Zimone），是意大利比耶拉省的一个市镇。总面积2平方公里，人口430人，人口密度215.0人/平方公里（2009年）。ISTAT代码为096081。